# 프랑스 제2제국
 프랑스 제2제국(프랑스어: Second Empire français 세고 암피어 프랑세즈[*]), 통칭 프랑스 제국(프랑스어: Empire français 암피어 프랑세즈[*])은 나폴레옹 3세 통치 하의 1852년부터 1870년까지의 프랑스의 정부였으며, 프랑스 역사상 최후의 제국이자 군주국이기도 했다. 이 시기에는 인프라 및 경제 분야에서 중요한 발전이 이루어졌고 프랑스는 당대 유럽의 주요 강대국 가운데 하나로 군림하였다.
1930년대와 1940년대의 역사학자들은 프랑스 제2제국을 '파시즘의 선구자'라며 비난했으나 20세기 후반에 이르러서는 근대화 체제의 대표적인 사례로 재평가가 이루어졌다. 최근의 역사학자들은 대체로 프랑스 제2제국의 대외 정책에 대해서는 부정적으로 평가하지만, 반대로 대내 정책에 대해서는 다소 긍정적으로 평가하는 편이다. 나폴레옹 3세는 공공사업 실시 및 은행 시스템의 체계화 외에도 산업과 대외무역 촉진, 상업 장려, 수도 파리를 허브로 한 국내 철도망 건설 등의 업적을 남겼다.  기술개발에도 열정을 쏟아 후원했으며 발명가들을 열렬히 지원했다. 그와 함께 프랑스의 경제는 크게 성장하였고 대부분의 지역은 전례없는 번영을 누리게 되었다. 또 넓은 대로와 화려한 건축물, 우아한 주거지역 등을 건설함으로써 파리를 근대적으로 재건한 파리 개조 사업도 이 시기에 있었던 일이다.
대외적으로 나폴레옹 3세는 숙부 나폴레옹 보나파르트를 본받아 팽창 정책을 실시하였으며, 그와 함께 전 세계의 수많은 제국주의적 사건과 유럽에서 일어난 여러 전쟁들에 개입하였다. 그는 크림 전쟁과 제2차 이탈리아 독립 전쟁에서 승리를 거두었으며 특히 후자의 성과로 사르데냐 왕국으로부터 사부아, 니스 등을 할양받았다. 그리고 해외의 식민지 건설에도 힘을 쏟아 북아프리카와 인도차이나 일대에 식민지를 확보하였다. 
이후 나폴레옹 3세는 당시 혼란한 멕시코에 개입하여 멕시코 제2제국을 괴뢰국으로 세우고 멕시코를 집어삼키려 하였으나 이는 실패로 돌아갔고, 결정적으로 프로이센의 저력을 과소평가하여 외교적으로 완전히 고립되었음에도 불구하고 프로이센과 전쟁을 벌이는 악수를 두었다. 결국 스당 전투에서 프랑스군은 대패했고, 나폴레옹 3세는 포로로 잡히게 되었다. 그 직후인 1870년 9월 4일에 파리에서 공화파들에 의해 프랑스 제3공화국이 선포되면서 프랑스 제2제국은 멸망하게 된다. 

## 제국의 출현

### 1851년의 쿠데타

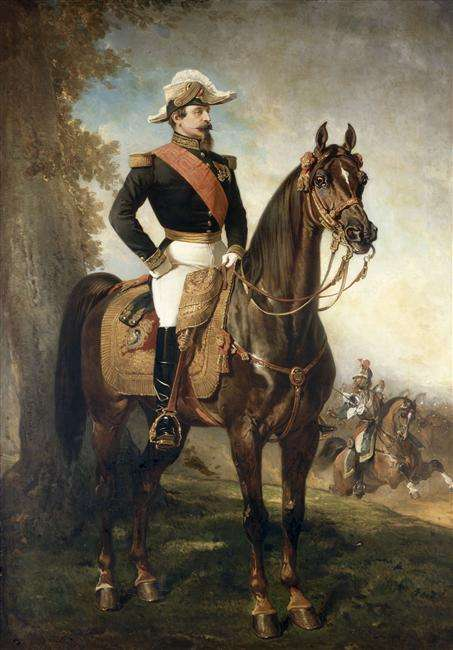
나폴레옹 3세의 초상화, 알프레드 드 드뢰 작, 1858년.

1851년 12월 2일의 쿠데타는 제2제정 창립의 발단이 되었다. 원내 다수당인 질서당(le parti de l'Ordre)과의 30달의 소요가 끝나고 보나파르트 파는 승리했다. 공화파 지지자들이 근거로 삼은 법적인 합법성 문제에 직면한 보나파르트파는 그 합법성의 유일한 근거인 대중에 의한 직접적인 신뢰와 초법적인 보편선거를 내세우는 선언을 했다. 그렇기 때문에 전에 국회에 의해 제한되었던 남성 보통 선거의 부활과 모든 시민들이 그들의 대표자를 지명할 수 있게 하도록 법안을 원상 복구하게 하는 것이 바로 그들이 선언한 중요한 조치였다. 
앞서 서술한 조치들과 대통령 임기 10년 연장은 공화파들의 반대를 억누르고 쿠데타를 반대하는 신문을 검열하는 등으로 1852년 11월 21일과 22일 국민 투표(plébiscite)로 통과되었다. 그동안 대통령은 농민들 곁에서 많은 인기를 누렸다. 시민들은 비밀 투표를 하는 것이 허가되었으나 육군과 해군은 공개 투표를 했다. 1852년 1월 14일자 법령으로 공시된 최종 결과 (총 유권자는 약 백만명)에 따라 12월 2일에 체포, 면직된 의원들 대다수와 성직자들의 가담 이후 선거인단 7,481,231명은 개정안에 찬성했고, 647,292명은 반대했다.

### 1852년 헌법
1852년 1월 14일자 법령으로 공시된 최종 결과 (총 유권자 약 백만명)에 따르면 12월 2일에 체포, 면직된 의원들 대다수와 성직자들의 가담 이후 선거인단 7,481,231명은 개정안에 찬성했고, 647,292명은 반대했다.

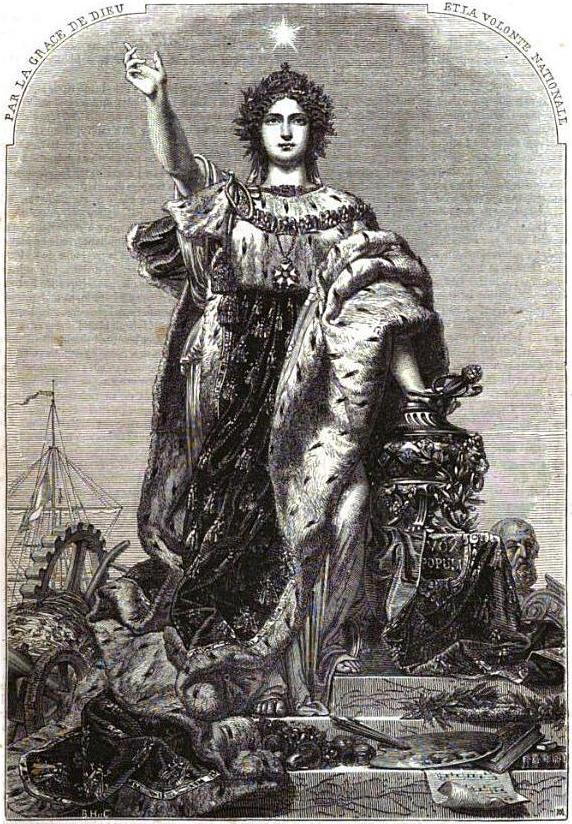

### 제국을 향한 행진
새 헌법 제정과 동시에 공화국의 대통령직은 군주정에 맞게 바뀌었다. 루이 나폴레옹은 Son Altesse impériale이라는 호칭으로 불리게 됐고 군주이자 대통령이었던 그의 얼굴은 새로운 주화와 우표에 새겨졌다. 황실 독수리 문양은 부활했으며 나폴레옹의 친구들과 지지자들은 그들의 충성심을 보상받았다.
민법은 (나폴레옹 시절처럼) 나폴레옹 민법전으로 명칭을 바꿨고 8월 15일은 프랑스에서 첫번째로 성공한 케이스의 국경일인 성 나폴레옹의 축일이 되었다.

## 권위적인 제국

### 헌법, 제국의 조직구조와 그 발전
제2제국의 정부체제는 제1제국의 체제와 거의 비슷했지만 국가가 탄생한 원인에 있어서는 차이를 가졌다. 나폴레옹 3세가 되풀이하길 반겼듯이 제국의 역할은 내정에서는 정의로 외치에서는 영구평화로 국민들을 인도하는 것이었다.

## 자유주의적인 제국
제2제국은 1860년대를 거치며 자유주의적으로 변화했다. 검열을 점차 풀어주고, 조합 결성과 국회 내 토론을 자유화한 것이다. 특히 모르니 공작의 영향으로, 제2제국에서는 서서히 의회가 실질적으로 기능할 수 있게 되어갔다. 허나 이 같은 의회 자유화는 이탈리아 전역으로의 복귀에 관한 전권 대사의 선포를 동반했는데, 반대파의 의견 역시 나왔다.

## 제2제국의 사회경제적 특징

### 번영과 사회경제적 발전
사학자 모리스 아귈롱(Maurice Agulhon)은 제2제국의 ''사회경제사''는 ''번영과 빛의 시대''로 특징된다고 언급했다. 제2제국은 거의 정확하게 두 번의 불경기 (1817년-1847년과 1873년-1896년) 사이에서 19세기 프랑스가 경험했던, 사반세기간의 세계적인 호황속에서 존속했다. 1852년 쿠데타 후의 강력한 국가통제적인 경제정책은 생시몽주의자들의 영향으로 경제 활성화와 경제구조 현대화를 목표로 두었다. 20년 동안 국가는 현대적인 인프라와 금융은행조직, 상업 개혁자들을 얻었고, 황제의 단호한 정책과 더불어 그가 자유무역주의를 선택한 덕에 1870년 들어 영국에 비해 낙후한 산업을 따라잡았다. 
농촌에서는 산업 생산량이 크게 증가했지만, 1856년, 1861년, 1864년, 1870년같은 경제위기로 인하여 년평균 성장률은 2 퍼센트로 유지되었다. 마지막으로, 전반적으로 볼 때 철도와 연결되어있는 산업구역은 근대화되었으나 다른 공장들은 발전하거나 근대화되지 못한 채 사라져갔다. 허나 1860년대 통화와 예산 부족으로 인해 정부는 생시몽주의자들이 권한 것과 조금 다르게 경제 금융적으로 편파적인 정책방향을 따라야 했다.

#### 교통 수단의 발전
나폴레옹 3세의 치세는 국가 감독하의 프랑스 철도망 완성으로 처음 두각을 보였다. 1851년 영국은 10,000km가 넘는 철도를 보유하고 있는 것에 비해 프랑스는 3,500km의 철도가 있었다. 나폴레옹 3세와 공공사업장관의 지도 하에 피에르 마뉴(Pierre Magne)는 철도 사업에서의 국가의 재정적 책임을 주로 삼은 정책을 추진했다. 1870년에는 약 20,000km의 철도가 1억 1,000만명의 여행객과 45,000,000톤의 상품을 운송했고 이 철도는 프랑스의 모든 대도시와 중소도시를 지나다녔다. 그 영향은 광업, 철강, 공학 및 공공 사업과 같은 많은 산업분야에서 상당했다. 동시에 정부는 도로와 예술 작품의 건설 및 유지에 집중하고 있었으며, 1860년부터는 항해용 수로 개발에 중점을 두었다. 마지막으로, 보나파르트 정부는 새로운 통신수단인 전기 전신의 개발뿐만 아니라 대형 해운의 합병 및 창립 (운송, 대서양 횡단 회사 등), 함대의 현대화와 성장, 주요 항만 특히 마르세유의 시설을 손보았다.

#### 문학과 예술
제2제국은 권위주의의 시발점으로 여겨지지만 한편으로는 문학과 예술이 격렬하게 나타나기 시작한 시기이다. 이 시대에는 인상주의, 문학과 미술에서의 사실주의, 그리고 고답파같은 새로운 문예 사조가 등장했다.

##### 문학과 회화
문학과 예술의 발달은 인쇄의 산업화와 저작권법 발전에 의해 많은 영향을 받았다. (1854년 4월 8일 및 9일의 법은 사후 저작권을 20년에서 30년으로 늘렸고, 1866년 7월 14일 법은 50년으로 늘렸다.)
권위주의적 제정기 시절과 그로부터 조금 확장된 1860년대까지는 문학과 예술에서 검열이 만연하던 시기였다. 교회의 설교, 도덕적 질서로의 회귀, 외제니 황후의 지원은 이 시기가 품은 집착이었다. 언론이 현대무용의 선정성에 대해 공격을 가하자, 센느의 검찰은 보들레르, 외젠 쉬와 플로베르를 '대중과 종교적 도덕성'에 반하였다는 이유로 기소하였고 (1856년~1857년) 그 와중에 르낭은 콜레주 드 프랑스에서 해임되었다. 이런 상황과는 반대로 1863년, 장-레옹 제롬과 유명 공식 화가들이 살롱(Salon de peinture et de sculpture)에서 찬사를 받자, 나폴레옹 3세는 낙선전(Salon des refusés)의 전시를 허락하였고 쿠르베와 훗날의 인상주의 화가들은 이곳에 자기 작품을 걸었다.
하지만 검열과 대조되게 이 시대는 플로베르부터 조르주 상드까지, 혹은 에드몽과 쥘 드 공쿠르 형제들에까지 이르는 문학의 풍부함이 특징이다. 이 시대를 상징하는 가장 전형적인 제정기 작가는 프로스페르 메리메와 샤를-오귀스탱 생트-뵈브이다.

## 같이 보기
- 프랑스 식민제국
- 프랑스의 역사

1. ↑  Price (2015), 272쪽.
2. ↑  Price (1996), 4–10쪽.
3. ↑  Spitzer (1962), 308–329쪽.
4. ↑  Wolf (1963), 275쪽.